# Albert Jan Rozeman
Albert Jan Rozeman (Zaandijk, 29 maart 1914 - Overveen, 6 juni 1944) was een Nederlandse verzetsstrijder tijdens de Tweede Wereldoorlog.

## Werk en verzet
Rozeman was ambtenaar sociale zaken en woonde in Hoogeveen. Hij was actief in het verzet in Drenthe als plaatselijk leider van de LO. Samen met Henk Raak vermenigvuldigde en verspreidde hij illegale pamfletten. Als voorzitter van de Hervormde Jongelingsvereniging zorgde hij er voor, dat, op een na, alle leden voor de arbeidsinzet weigerden en onderdoken. Met onder meer Johannes Post werkte hij samen voor LO, KP en perswerk. Hij verspreidde ‘Vrij Nederland’ en ‘Trouw’, werkte mee aan het Nationaal Verzet van de AR-partij en was de ziel van het plaatselijke ambtenarenverzet. In de oprichting van een KP had hij een groot aandeel en was daarvan de geestelijke leidsman.

## Arrestatie
Op maandag 20 maart 1944 deed de Sicherheitsdienst een huiszoeking bij een oom en tante van Albert Jan Rozeman in Beilen waar ze diens naam op een verjaardagskalender lazen. Op de vraag wie dat was, zei de tante dat dat haar neef uit Hoogeveen was. De beruchte SD’ers Slagter en Van Droffelaar vertrokken onmiddellijk naar Hoogeveen, waar ze dachten eindelijk de KP’er en ‘beruchte terrorist’ Albert Rozeman (die een neef was van Albert Jan) te kunnen arresteren. Er werd nog gebeld uit Beilen, dat Albert Jan zich uit de voeten moest maken, maar de boodschap kwam te laat. Aan het begin van de avond werd Albert Jan Rozeman in zijn huis gearresteerd en daarbij ernstig mishandeld. Toen zijn vader, Steven Rozeman, daar aanmerkingen over maakte, werd ook hij meegenomen.

## Detentie en overlijden
Albert Jan Rozeman werd meteen naar Assen overgebracht. Na een maand werd hij met zijn vader vervoerd naar het Scholtenshuis te Groningen. Na zware martelingen werden Albert Jan en zijn vader eind mei 1944 overgebracht naar het concentratiekamp te Amersfoort en na enkele dagen doorgezonden naar Kamp Vught, toen naar Scheveningen, weer naar Vught, daarna 's-Hertogenbosch en ten slotte naar Overveen, waar hij op 6 juni 1944 met vele anderen in de duinen werd gefusilleerd. Zijn vader, Steven Rozeman, geboren te Oosterhesselen, 4 maart 1882, werd, nog niet hersteld van de door de mishandelingen opgedane verwondingen, overgebracht naar Vught en op 6 september 1944 naar het concentratiekamp Oranienburg, waar hij ten gevolge van uitputting overleed op 30 januari 1945.

## Nalatenschap
Albert Jan Rozeman werd begraven op de erebegraafplaats Overveen, in de duinen bij Bloemendaal. Bij Koninklijk Besluit nr. 58 van 25 juli 1952 werd aan Rozeman postuum het Verzetskruis toegekend. Zijn naam staat vermeld op de Erelijst van Gevallenen 1940-1945.
H.J. van Aalderen
· P. van As
· M. Assies
· J.J. Barendsen
· J.A. Beekman
· H.D.J. Beernink
· L.R. Beijnen
· C.J. van den Berg-van der Vlis
· L.A. Bleys
· G. de Boer
· A.A. Bontekoe
· E.J. Bosch ridder van Rosenthal
· D.A. van den Bosch
· I.J. van den Bosch
· J.H. Bosch
· J.C.J. baron Brantsen
· A.L. Charroin
· F.G.M. Conijn
· M. Crans
· R.J. Dam
· F. Datema
· K.H. Derkzen van Angeren
· H. Dienske
· J.L.G. Doornik
· V. Dreyfus
· N. Dupont
· F. Duwaer
· S. Esmeijer
· G.H. Gelder
· J. Gelderman
· W.J. Gertenbach
· E.A. Giran
· O. Giran
· C.H. de Groot
· P.G.S. Guermonprez
· A. Hahn
· W. van Hall
· J.C.H.F. van Hanxleden Houwert
· Th.W.L. baron van Heemstra
· J.J. Hendrikx
· J.L. Hesselberg
· W.J. Heukels
· I. van der Horst
· J. ter Horst
· H.P. Hos
· J.F.H.M. baron van Hövell van Wezeveld en Westerflier
· B. IJzerdraat
· L. Jansen
· A. Kalter
· G.W. Kastein
· A. Keuter
· T.J. Kroeze
· D.M.R.H. Kroon
· H.Th. Kuipers-Rietberg
· A. Meerwaldt
· J.A.A. Mekel
· J.D. van Melle
· D.C.B. Mesritz
· M.-L.C. Meunier
· J.J. Mohr
· J.L. Moonen
· A.C. Nagtegaal
· F. Nieuwenhuijsen
· B. Oosthoek
· J. Oranje
· T. Pannekoek
· J. Post
· A.J. Rozeman
· V.H. Rutgers
· F.R. Ruys
· W. Santema
· J.J. Schaft
· Jhr. J. Schimmelpenninck
· R.L.A. Schoemaker
· G. Schoonman
· W.P. Speelman
· M. van der Stoep
· B.M. Telders
· A.O.H. Tellegen
· O.R. Thomsen
· G. Tieman
· T.W. de Tourton Bruijns
· L.M. Valstar
· G.J. van der Veen
· D. Verloop
· M.A.E. Verspyck
· P.M.R. Versteegh
· C. Vlot
· G. Weidner
· J.H. Westerveld
· H.B. Wiardi Beckman
· J.W. Wildschut
· J.R.E. Wüthrich
· L. Zwanenburg
· Onbekende Joodse soldaat